# Kazimierz Obremski
Kazimierz Jan Obremski – polski lekarz weterynarii, doktor habilitowany nauk weterynaryjnych, profesor na Uniwersytecie Warmińsko-Mazurskim w Olsztynie, specjalista od toksykologii oraz higieny pasz.

## Kariera naukowa
W 1992 roku na Akademii Rolniczo-Technicznej w Olsztynie uzyskał tytuł lekarza weterynarii. W 1999 roku został zatrudniony na Uniwersytecie Warmińsko-Mazurskim w Olsztynie, gdzie w 2001 roku na jego Wydziale Medycyny Weterynaryjnej uzyskał stopień doktora nauk weterynaryjnych na podstawie rozprawy pt. Próba doświadczalnego ustalenia wartości diagnostycznych poziomu zearalenonu i jego metabolitów we krwi loszek, której promotorem był Maciej Gajęcki. W 2016 roku ten sam wydział nadał mu stopień doktora habilitowanego nauk weterynaryjnych na podstawie pracy pt. Badania nad wpływem zearalenonu na subpopulacje limfocytów Th i Ts/Tc oraz produkowane przez nie cytokiny w jelicie cienkim świni.